# A Haunted House
A Haunted House is een Amerikaanse komische film uit 2013 met in de hoofdrol Marlon Wayans. De film is een parodie op Paranormal Activity. In 2014 kwam een vervolgfilm uit. De film ontving slechte recensies maar was toch een succes in de bioscopen.

## Rolverdeling
- Marlon Wayans - Malcolm Johnson
- Essence Atkins - Kisha Davis
- Cedric the Entertainer - Father Doug Williams
- Nick Swardson - Chip the Psychic
- David Koechner - Dan "the Man" Kearney